# Ja, ja i Irena
Ja, ja i Irena (eng. Me, Myself & Irene), je američka komedija iz 2000. godine koju su režirala braća Farrelly. Film je zaradio ukupno 149.270.999 dolara.
Lajtmotiv: Od nježnog tipa do luđaka.

## Radnja
Film priča priču o Charlieju Bailygatesu (Jim Carrey), policajac s Rhode Islanda kojeg su drugi cijeli život iskorištavali. Njegova supruga Layla (Traylor Howard) prevari ga nakon vjenčanja s crnim patuljastim vozačem limuzine (Tony Cox).
Layla kasnije rodi tri crnoputa dječaka, iznimno pametna, ali koji često psuju. Njihov omiljeni komičar je Richard Pryor.
Kada ga do kraja razbjesne, Charlie poludi, a njegova se shizofrenija očituje Hankom Evansom, nasilnim manijakom koji samo nanosi zlo okolini.
Kako bi ga smirili, šefovi ga šalju psihijatru koji ga stavlja na lijekove. Kasnije u postaju gdje Charlie radi dolazi Irena (Renee Zellweger) koju Charlie mora odvesti natrag u New York.
Tijekom putovanja između njih se događa mnogo toga, čak i seks. Upoznaju i Bijelog koji se kasnije doseli k njima.
Irene bježi pred ubojicama koje je po nju poslao bivši dečko.
Charlie se oslobađa Hanka, spašava Irenu i kasnije je ženi.